# ヘレン・デットワイラー
エリザベス・ヘレン・デットワイラー（Elizabeth Helen Dettweiler、1914年12月5日– 1990年11月13日）は、米国のプロゴルファーで、女子プロゴルフ協会 (LPGA) の共同創設者の1人。1939年の女子ウエスタンオープンに優勝した。

## 経歴
デットワイラーは、1914年12月5日、ワシントンDC でヘレン（旧姓ベレンス）とレストラン兼パン屋のオーナーであるウィリアム・E・デットワイラーの間に生まれた。彼女には2人の弟がいて、子供ら3人全員がスポーツを嗜んだが、ヘレンはテニス、フットボール、野球、ソフトボールといった種目を好んだ。14歳で全米アマチュアゴルフ選手権に出場した経験を持つ弟のビリーとヘレンはある日賭けをした。ヘレンがゴルフボールを4回連続で打つことができるかできないか、というものだったが、これにヘレンは負けてしまった。だがこのことがきっかけとなりヘレンはゴルフを始めることとなった。それから2年以内に、彼女はアマチュアの大会に出場して優勝するようになるまで上達した。トリニティカレッジ卒業後はアマチュアゴルフトーナメントでプレーするためにあちこちを旅行した。
デットワイラーは、メジャーリーグベースボールのワシントンセネターズのオーナーであるクラーク・グリフィスと親しくなり、彼とのゴルフのラウンド中に、野球の番組キャスターをやってみたいと話した。グリフィスは彼女をアーチ・マクドナルドに紹介した。彼女は1938年にメジャーリーグベースボールとマイナーリーグベースボールのゲストアナウンサーとしてツアーに帯同し、女性では初めての野球キャスターとなった。
放送の仕事での旅行中もゴルフを続け、メリーランド州コロンビア特別区選手権およびミッドアトランチック選手権の2大会で優勝した。1939年にはプロ転向し、同年に女子ウェスタンオープンに優勝、翌1940年のタイトルホルダーズ選手権では2位でフィニッシュした。
第二次世界大戦では米国陸軍航空軍の航空輸送司令部に暗号係として従軍した。1943年には空軍婦人パイロット部隊 (Women Air Forces Service Pilots, WASP) に所属、B-17爆撃機のパイロットに抜擢された17名のうちの一人となり、750飛行時間が記録されている。その後ジャクリーン・コクランの助手となり、戦後は一緒にカリフォルニア州インディオに出向き、WASP の歴史を記録した著書の執筆を手伝った。ここでデッドワイラーは9ホールのゴルフコースの設計を行ったが、これが現在のインディアンパームズカントリークラブの一部となっている。ゴルフプロとしてジャック・ベニー、ルシル・ボール、ダニー・ケイ、ビバリー・ハンソンらを指導した。
1940年代、女性プロゴルフ協会 (Women's Professional Golf Association, WPGA) の創設に名を連ね、2代目の会長に選出された。WPGA は長続きしなかったが、1950年に女子プロゴルフ協会 (Ladies Professional Golf Association, LPGA) が創設された際には13人の初期メンバーの一人となった。1952年にはサンダーバードカントリークラブのスタッフに加わった。また、オレゴン州ネスコウィンのゴルフ場でも指導を行い、そこで招待大会を開催・運営するなどした。
1960年代まで LPGA ツアーへの出場を続けた。引退後はカリフォルニア州パームスプリングスに衣料品店を開業するなどした。1990年11月13日にパームスプリングスで癌により死去。

## メジャー大会成績

### 優勝（1回）
| 年     | 大会名                 | スコア | 準優勝              | 参照   |
| ------ | ---------------------- | ------ | ------------------- | ------ |
| 1939年 | 女子ウエスタンオープン | 4＆3   | ベア・バレット（a） | [ 16 ] |